# テル (お笑い芸人)
テル（1969年12月14日 - ）は、日本のお笑い芸人。本名、菊池 輝一（きくち てるいち）。
愛媛県八幡浜市出身。サンミュージックプロダクション所属。元どーよのボケ担当。ロバート・デ・ニーロの顔まねを得意にするものまねタレントとしても知られる。

## 人物
身長172cm、体重80kg。愛媛県立八幡浜高等学校卒業。
テレビに出演すると番組宣伝の予告で、顔にモザイクをかけられ、BGMに『愛のテーマ』が流れて、「何とあの、超大物ハリウッド俳優が出演!!」と紹介されることが多い。
2004年12月28日放送の『ダウンタウンのガキの使いやあらへんで!!』のスペシャル番組「絶対に笑ってはいけない温泉宿」に、笑わせる刺客として登場。『愛のテーマ』に乗せて堂々と登場し、デ・ニーロの真似を演じ、笑いをとった。その後、笑わせられる側だった山崎邦正 → 月亭方正が、デ・ニーロの真似をし、山崎自身も笑いをこらえていたものの、ココリコの田中直樹を笑わせることに成功した。
2011年12月31日放送の『絶対に笑ってはいけない空港24時』では、元総理大臣・菅直人のものまねで出演した。
2005年2月の第3回『R-1ぐらんぷり』に参戦し、準決勝進出。演じた芸は、デ・ニーロの物真似である。
『とんねるずのみなさんのおかげでした』で不定期に開催されるコーナー『博士と助手〜細かすぎて伝わらないモノマネ選手権〜』でも、やはりデ・ニーロに扮して出場した。第1回では「ハンマー投げをするデ・ニーロ」を演じたが、第2回・第7回では細かすぎても伝わるモノマネロボ1号・有田くん（有田哲平）が、テルがセットの中央に差し掛かったところで落下スイッチを押したため、肝心の一発芸をさせてもらえず、強制退場させられた（BGMを専用のもの＝『愛のテーマ』にしているだけで別格扱いだから）。
また、第11回、16回紅白戦ではテルを落下させるためだけに入口に特注の出オチ用落下装置が設置され、入口で闇に落とされた。
『はねるのトびら』（2007年7月4日放送）にて、年齢を2歳サバ読みしていることをゆうたろう（同学年）に暴露された。その後公式プロフィールの年齢が修正されている（結果、歌手の井上昌己と高校の同期であることも判明）。
最近では、菅直人のものまねをしながらギターを弾いたり、テルのTwitterアカウントからイラストをツイートしたりと、多分野な才能を披露している。また2012年4月より毎日新聞発行の『MAINICHI RT』で4コマ漫画『落書き党』を連載（2013年9月休刊と同時に終了）。また、『伊集院光とらじおと』の番組ノベルティ用のイラストレーター公募に自ら応募。採用され、伊集院らの似顔絵が描かれたステッカーが投稿採用者に進呈されている。
2018年末より2021年11月まで地域おこし協力隊員として栃木県佐野市に在住しながら活動。2022年4月からは佐野駅前に日曜大工ができる工房をオープンさせ、芸人との両立を目指している。

## ものまねレパートリー
- ロバート・デ・ニーロ
いろいろなロバート・デ・ニーロを演じる。
  - 牽制球には引っかからないロバート・デ・ニーロ
  - バックオーライ・デ・ニーロ
  - 赤ちゃんをあやすロバート・デ・ニーロ
  - ジムでつい声が出るロバート・デ・ニーロ
  - ハンマー投げをするロバート・デ・ニーロ
  - スパイダー・デ・ニーロ
  - あっち向いてデ・ニーロ
  - デニヘル
  - ロープ際では紳士的なデ・ニーロ
  - 「大将やってる?」のデ・ニーロ など
- 「オースティン・パワーズ」のマイク・マイヤーズ
- 7代目市川染五郎（2008年5月7日放送のはねるのトびら「スターだらけの大運動会」のコーナーで初披露している）
- 「かんみしばい!」で政治漫談をする菅直人
- 「半沢直樹」の堺雅人

## 出演番組
- もっと目からウロコ！プラス（MXテレビ）レギュラー
- R-1ぐらんぷり
- とんねるずのみなさんのおかげでした（フジテレビ）
- はねるのトびら（フジテレビ） - 「スターだらけの大運動会」（コーナーレギュラー）
- クッキンアイドル アイ!マイ!まいん!（NHK教育）- D.J.ソルト役
- 天体戦士サンレッド（テレビ神奈川）- ロウファー役
- カンニングの恋愛中毒（GYAO!）
- 天装戦隊ゴセイジャー（テレビ朝日）- 第26話：お笑い芸人役
- ダウンタウンのガキの使いやあらへんで!!（日本テレビ）
  - 「笑ってはいけない温泉宿一泊二日の旅in湯河原」 - 2004年12月28日、ロバート・デ・ニーロに扮する
  - 「絶対に笑ってはいけない空港24時」 - 2011年12月31日、菅直人に扮する
  - SASUKE(TBS)2005年7月20日
- 天才刑事・野呂盆六2（テレビ朝日） - 2008年4月19日、警官役
- 小島×狩野×エスパー3P（TOKYO MX） - 2010年6月5日
- ものまね新人ウォーズ（TBSテレビ）- 2010年10月4日
- 笑っていいとも!（フジテレビ）- 2010年10月19日「お笑いニートを救え!ギャグマーケット」
- 連続テレビ小説 おひさま（NHK）- 野次馬役
- きらめきいっぱいさいたま市（テレビ埼玉）
- ヒロシ釣り紀行（テレ朝チャンネル）
- 北野演芸館〜たけしが本気で選んだ芸人大集結SP〜（毎日放送・TBS系）- 2013年9月1日
- オールスター後夜祭（2019年4月7日[3]、TBS）